# Colin Yukes
Pas d'image ? Cliquez ici

a Compétitions nationales et continentales officielles uniquement.

b Matchs officiels uniquement.
Dernière mise à jour le 21 janvier 2024.
Colin Yukes, né le 23 octobre 1979 à Edmonton, est un joueur de rugby à XV canadien évoluant aux postes de deuxième ligne ou de troisième ligne aile.

## Carrière

### En équipe nationale
Colin Yukes a connu sa première sélection avec l'équipe du Canada le 23 mai 2001 contre l'Uruguay, et sa dernière le 29 septembre 2007 contre l'Australie.
Il participe aux Coupes du monde 2003 et 2007,. Il joue quatre matchs dans chaque compétition.

## Palmarès
- 36 sélections avec l'équipe du Canada
- Sélections par année : 3 en 2001, 4 en 2002, 10 en 2003, 7 en 2004, 3 en 2005, 2 en 2006 et 7 en 2007

Coupe du monde
- 2003 : 4 sélections (pays de Galles, Nouvelle-Zélande, Italie, Tonga).
- 2007 : 4 sélections (pays de Galles, Fidji, Japon, Australie).